# Lijst van burgemeesters van Oosterland
Dit is een lijst van burgemeesters van de voormalige Nederlandse gemeente Oosterland tot die gemeente in 1961 opging in de gemeente Duiveland.
| Ambtsperiode | Naam burgemeester                    | Partij of stroming | Bijzonderheden                                |
| ------------ | ------------------------------------ | ------------------ | --------------------------------------------- |
| 18?? - 1844  | Everard Egidius Schutter (1764-1850) |                    |                                               |
| 1844 - 1853  | Thomas (T.) Brouwer                  |                    |                                               |
| 1853 - 1895  | Adriaan van der Have                 |                    |                                               |
| 1895 - 1925  | Jan Cornelis van der Have            |                    | zoon van voorganger, opgevolgd door oomzegger |
| 1926 - 1951  | A.C. van der Have                    |                    |                                               |
| 1952 - 1961  | S.W.A. Laurense                      | ARP                |                                               |